# Элизиум (мультфильм)
Элизиум — полнометражный южно-корейский анимационный фильм.

## Сюжет
Недалёкое будущее — XXII век. Военные тайно общаются с внеземной цивилизацией с планеты Элизиум. Отношения между расами складываются довольно мирно, пока армейская экспедиция, изучающая таинственный объект на Южном полюсе, не наталкивается на источник необъяснимой силы. Экспедиция погибает, а к Элизиуму высылается сигнал SOS.
На этот сигнал прибывает посол с Элизиума, но вместо переговоров военный космический корабль землян атакует делегацию, что становится причиной начала межпланетной войны.
Единственной ниточкой к восстановлению мира является Сонра — посланец Элизиума, оставленный многие годы назад. Она избирает Рыцарей, которые помогут ей спасти Землю и Элизиум от опасности, о которой пока не догадываются ни на одной из планет.